# 서두원 (격투기 선수)
서두원(1981년 10월 10일 ~ )은 대한민국의 이종격투기 선수이다.

## 생애
- 2005년 종합격투기에 데뷔
- 2005년 전국 주짓수 연합대회 우승
- 2009년 네오파이트12 웰터급 토너먼트 우승
- 2016년 IBJJF 주짓수 세계대회 1위

## 기타
- 2010년부터 로드 FC에 몸담았다.
- 예능 프로그램 '남자의 자격'에 출연하며 대중적인 인지도를 쌓았다.

## 그 외 활동
2015년 MBC《미스터리 음악쇼 복면가왕》 - 우리의 소리를 찾아서